# Воейков, Александр Фёдорович
Алекса́ндр Фёдорович Вое́йков (30 августа [10 сентября] 1779, Москва — 16 [28] июня 1839, Санкт-Петербург) — русский поэт, переводчик и литературный критик, издатель, журналист. Член Российской академии (1819).

## Биография
Родился в Москве 30 августа (10 сентября)  1779 года. Происходил из старинного дворянского рода Воейковых, сын капитана Федора Александровича Воейкова (1748—1790).
Учился в Московском университетском благородном пансионе (1791—1795), где сблизился с В. А. Жуковским и братьями Андреем Тургеневым и Александром Тургеневым. Окончил пансион с отличием, получив медаль за успехи в науке. С 1789 года числился на военной службе (сначала вахмистром лейб-гвардейского Конного полка, с 1797 — корнетом Екатеринославского кирасирского полка); в 1801 вышел в отставку. Жил в Москве. Во время Отечественной войны 1812 года вступил в ополчение. В 1814 году женился на Александре Андреевне Протасовой (1795—1829; воспета в балладе «Светлана» В. А. Жуковского).
С этого времени Воейков начал работать над сатирой, написав «Дом сумасшедших», где изобразил всех известных литераторов (а в позднейших редакциях — и крупных чиновников своего времени). Это произведение, запрещённое цензурой, но распространявшееся в рукописи, принесло Воейкову славу язвительного и беспощадного сатирика. Став членом общества Арзамас (1816), Воейков сочинил шуточный «Парнасский Адрес-календарь» (1818—1820), отразивший литературные взгляды арзамасцев.
Служебная карьера Воейкова складывалась благодаря хлопотам его знакомых — В. А. Жуковского и Александра Тургенева. В 1814 году Воейков получил место ординарного профессора русской словесности в Дерптском университете; 11 апреля 1818 года получил от университета степень почётного доктора философии honoris causa.
В 1820 году Воейков был вынужден оставить место в Дерпте, семья была в долгах. Воейковы переехали в Санкт-Петербург. По рекомендации Жуковского Н. И. Греч согласился на соредакторство Воейкова в журнале «Сын отечества», поручив ему отдел критики и обозрения журналов. Также Воейков получил место инспектора классов, а затем преподавателя русской словесности в петербургском Артиллерийском училище (1820—1825). А. И. Тургенев способствовал назначению Воейкова на должность чиновника особых поручений в департамент духовных дел.
При этом отношение в Воейкову в «тургеневском» кругу было неоднозначным, что объяснялось его неуравновешенным характером, грубым отношением с домашними, неразборчивостью в средствах (его обвиняли в доносительстве на коллег во время службы в Дерптском университете), а также честолюбием, хитростью, лицемерием, отмечаемым почти всеми мемуаристами. Вместе с тем любовь к А. А. Воейковой и забота о материальном благополучии её семьи заставляли «знаменитых друзей» всячески ему помогать в литературной деятельности.
Согласно показаниям И. Г. Бурцева, А. Ф. Воейков был членом декабристской организации «Союз благоденствия», однако по Высочайшему повелению дело было оставлено без внимания.
С 1822 по 1826 год жил в доходном доме А. А. Меншикова по адресу: Невский проспект, 64. Квартиру Воейкова посещали Е. А. Баратынский, П. А. Вяземский, Н. И. Гнедич, И. А. Крылов, А. И. Тургенев, Н. М. Языков.
Умер 16 (28) июня 1839 года. Похоронен на Пороховском кладбище Санкт-Петербурга.

## Литературная деятельность
Дебютировал в печати стихотворением «Сатира к Сперанскому. Об истинном благородстве» (1806) в журнале «Вестник Европы», где активно печатался в 1800—1810-х годах. Наибольшей известностью пользовался благодаря пополнявшемуся стихотворному памфлету «Дом сумасшедших», где изображён визит автора в приснившийся ему «жёлтый дом», в котором сидят поэты, писатели и политические журналисты, снабжённые меткими и часто очень злыми характеристиками; в конце концов рассказчик сам попадает в дом сумасшедших и просыпается. Первая редакция была создана в 1814 году, в дальнейшем Воейков до конца жизни постоянно дописывал сатиру, добавляя в неё всё новые и новые строфы с новыми «пациентами». «Дом сумасшедших» был впервые опубликован в 1857 году (первая редакция).
В 1816 году был принят в литературное общество «Арзамас» (арзамасское имя — «Дымная печурка»). Сочинил пародийный «Парнасский Адрес-календарь», отражавший представления арзамасцев о литературной иерархии (при жизни не публиковался).
Перевёл «Историю царствования Людовика XIV и Людовика XV» Вольтера (Москва, 1809), «Сады, или Искусство украшать сельские виды» Жака Делиля (Санкт-Петербург, 1816), «Эклоги и Георгики» Вергилия (том 1—2, Санкт-Петербург, 1816—1817).
В 1815—1817 годах совместно с В. А. Жуковским и Александром Тургеневым выпустил «Собрание образцовых русских сочинений и переводов» и предпринимал аналогичные издания в 1821—1822, 1824—1826, 1838 годах.
Почётный член Вольного общества любителей российской словесности с 1820 года.
С середины 1820 до начала 1822 года был соредактором Н. И. Греча в журнале «Сын отечества», где вёл отдел критики. В 1822—1838 годах — редактор газеты «Русский инвалид» и её приложений «Новости литературы» (1822—1826; до 1825 при участии В. И. Козлова), «Литературных прибавлений к Русскому инвалиду» (1831—1836), журнала «Славянин» (1827—1830). В «Новостях литературы» публиковал переводы эклог Вергилия, фрагментов произведений Делиля, Ш. Мильвуа, вёл литературную полемику с Н. И. Гречем, Ф. В. Булгариным, Н. А. Полевым, О. М. Сомовым, П. П. Свиньиным.

## Семья

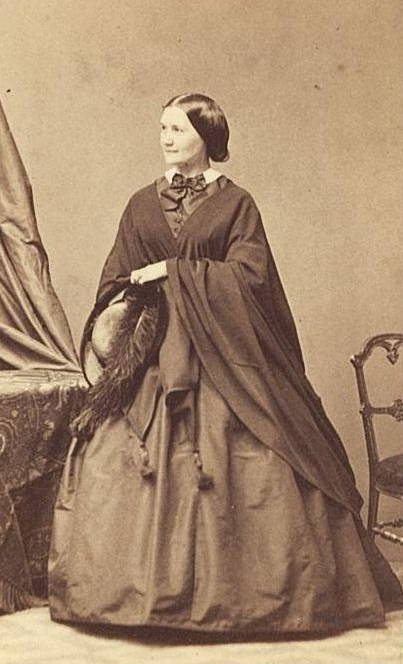
Александра Воейкова, дочь

- В первом браке (1814) с Александрой Андреевной Протасовой:
  - Екатерина (1815—1844) — крестница Жуковского;
  - Александра (1817—1893) — фрейлина великой княгини Марии Николаевны;
  - Андрей (1822—1866)[8];
  - Мария (1826—1906) — супруга А. И. Бреверна-де-ла-Гарди, фрейлина великой княгини Александры Иосифовны[9].

После смерти жены (1829) Воейков не принимал участия в судьбе детей, о них заботились родные и друзья Александры Андреевны.
- Вторая жена (с 22 июля 1838 года) — мещанка А. В. Деулина. У Воейкова от Деулиной было четверо детей, рождённых до заключения брака[10].
- От внебрачной связи с Авдотьей Николаевной Воейковой (вероятно, женой старшего брата, Ивана Фёдоровича), сын:
  - Дмитрий («Митинька») — получил впоследствии фамилию Доброславский, в 1820-х годах учился на медицинском факультете Санкт-Петербургского университета, покончил жизнь самоубийством[11].